# Saghe degli Islandesi

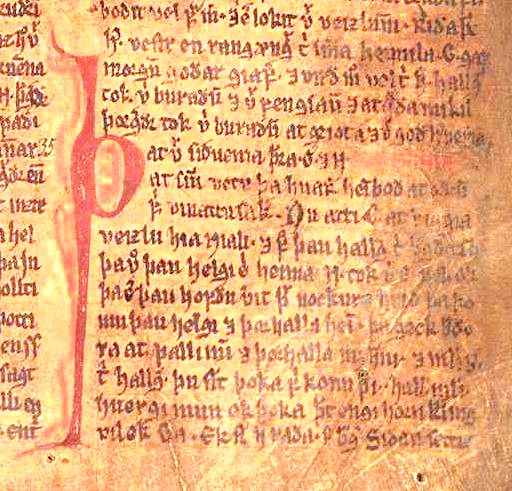
Citazione della Njáls saga nel Möðruvallabók (AM 132 folio 13r) scritto intorno al 1350.

Le Saghe degli Islandesi (in norreno e islandese: Íslendingasögur), sono saghe in prosa che narrano quasi tutte di episodi avvenuti all'epoca della colonizzazione dell'Islanda e dei primi secoli dello Stato libero (circa 870-1030), trascritte tra il XII e il XV secolo.

## Origine
Ancora oggi non è stata risolta la questione sulla loro datazione. Poiché l'alfabeto è giunto in Islanda solo nel XII secolo, le ipotesi sono due: le saghe sono state elaborate e trasmesse da lunga tradizione orale che ha percorso i secoli (fino a 400 anni) prima di essere trascritte, oppure sono state create da autori nel periodo successivo alla introduzione della scrittura.
Gli autori delle saghe degli Islandesi sono ignoti. Si crede che una, l'Egils saga, sia stata scritta da Snorri Sturluson, un discendente dell'eroe della saga, ma non è certo.

## Argomenti
Esse descrivono i viaggi e gli insediamenti delle prime generazioni di coloni trasferitesi in Islanda, i viaggi avventurosi dei vichinghi verso la Groenlandia e la Finlandia, secondo un approccio di verosimiglianza nella concezione del mondo dell'epoca. Esse miravano a rispecchiare la realtà, non lasciando spazio all'immaginazione e lasciandone molto poco all'elemento soprannaturale.
L'intenzione sottostante a tale progetto era legittimare il potere delle famiglie dominanti islandesi alla luce di un passato leggendario accettato e condiviso, ripercorrendo le genealogie delle famiglie (molte di esse sono da considerarsi saghe familiari); esse riflettono le lotte e i contrasti che crebbero nella società della seconda e terza generazione di coloni islandesi.

## Le saghe pervenute
La saga più antica, la Heiðarvíga saga ("Saga della battaglia nella brughiera") fu trascritta probabilmente verso il 1200 e ci riporta ad un'epoca di poco posteriore all'introduzione del Cristianesimo (introdotto nell'anno 1000 per decisione dell'Alþingi). Verso il 1280 fu trascritta la Njáls saga ("Saga di Njáll"), ritenuta unanimemente la più bella saga islandese. Altre celeberrime saghe trascritte in quegli anni o poco dopo sono la Gunnlaugs saga ormstungu ("Saga di Gunnlaug Lingua-di-Serpente"), la Hrafnkels saga Freysgoða ("Saga di Hrafnkell, sacerdote di Freyr", un altro autentico capolavoro dall'andamento appassionante ed altamente drammatico), la Laxdœla saga ("Saga dei valligiani di Laxárdalr [Valle dei Salmoni]"), la Eyrbyggja saga ("Saga dei coloni di bassa costa") e la Grettissaga ("Saga di Grettir"), solo per citare le più famose.

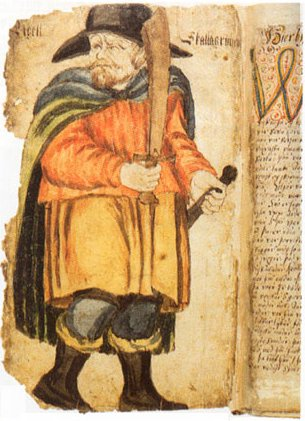
Egill Skallagrímsson in un manoscritto (AM 426 fol.) dellEgils saga del XVII secolo.

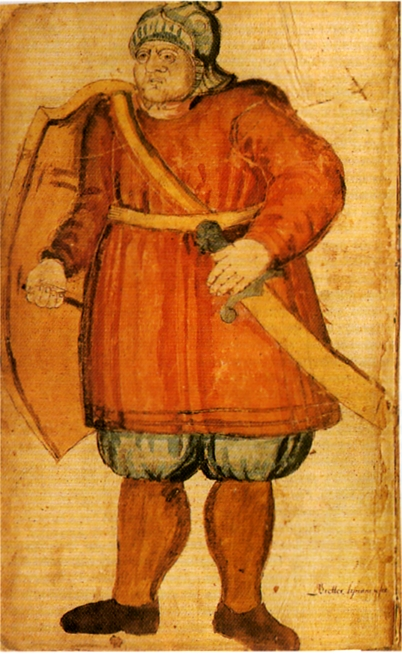
Grettir pronto a combattere in un'illustrazione di un manoscritto (AM 426 fol.), islandese del XVII secolo.

Le saghe degli Islandesi pervenute fino ai nostri giorni sono circa quaranta:
- Bandamanna saga
- Bárðar saga Snæfellsáss
- Bjarnar saga Hítdœlakappa
- Brennu-Njáls saga, considerata da alcuni la più grande delle saghe in prosa islandesi
- Droplaugarsona saga
- Egils saga Skalla-Grímssonar, che parla delle avventure di Egill Skalla-Grímsson, il poeta guerriero e avventuriero
- Eiríks saga rauða
- Eyrbyggja saga
- Færeyinga saga
- Finnboga saga ramma
- Fljótsdæla saga
- Flóamanna saga
- Fóstbrœðra saga (due versioni)
- Gísla saga Súrssonar (due versioni), di un poeta fuorilegge.
- Grettis saga
- Grœnlendinga saga
- Gull-Þóris saga
- Gunnars saga Keldugnúpsfífls
- Gunnlaugs saga ormstungu
- Hallfreðar saga (due versioni)
- Harðar saga ok Hólmverja
- Hávarðar saga Ísfirðings
- Heiðarvíga saga
- Hœnsa-Þóris saga
- Hrafnkels saga Freysgoða
- Hrana saga hrings
- Kjalnesinga saga
- Kormáks saga
- Króka-Refs saga
- Laxdœla saga
- Ljósvetninga saga (tre versioni)
- Ölkofra saga
- Reykdœla saga ok Víga-Skútu
- Svarfdœla saga
- Þórðar saga hreðu
- Þorsteins saga hvíta
- Þorsteins saga Síðu-Hallssonar
- Valla-Ljóts saga
- Vápnfirðinga saga
- Vatnsdœla saga
- Víga-Glúms saga
- Víglundar saga

Un sottogenere delle saghe degli islandesi sono le brevi storie degli Islandesi (norreno Íslendingaþættir), essenzialmente delle loro versioni succinte.

## La decadenza
Dopo il XV secolo, si assiste ad una grande decadenza nella produzione letteraria islandese, dovuta alle difficili condizioni politiche ed economiche. Con la crescente influenza della Chiesa si diffonde la letteratura di argomento religioso, consistente per lo più in traduzioni e che quindi "rompe" con la tradizione islandese. Anche se la prima opera a stampa interamente in islandese, la traduzione del Nuovo Testamento di Oddur Gottskálksson, aveva visto la luce a Copenaghen nel 1540, già da tempo si potevano ottenere in Islanda dei libri stampati all'estero.

## Influenze
Le Saghe degli Islandesi costituiscono un corpus letterario molto consistente che, messo a confronto con la produzione continentale, è sorprendentemente vasto in proporzione alle dimensioni ridotte dell'isola. Il sistema letterario è ampiamente scritto in lingua volgare.
Sono i migliori esempi di antica letteratura islandese.
Le saghe sono certamente le opere letterarie islandesi più note (tanto che il termine, assieme forse a geyser, è l'unica parola islandese divenuta di uso internazionale; popolarmente l'Islanda è detta Sögueyja "isola delle saghe"). 
Il periodo medievale islandese resta uno dei più splendidi esempi di "epoca d'oro" letteraria, non inferiore al medioevo francese, provenzale, italiano e tedesco, e trova ancora adesso non solo degli studiosi e degli appassionati, ma persino dei grandi scrittori e poeti che continuano ad ispirarsi ad essa anche nel metodo di composizione, come il grande argentino Jorge Luís Borges (vero e proprio creatore di kenningar in lingua spagnola) o lo svedese Per Olof Sundman, che nel suo Berättelsen om Såm ("Racconto di Såm") ha ripreso la Saga di Hrafnkell ambientandola ai giorni nostri e mantenendo la trama originale, con il risultato di mettere in evidenza quanto moderno sia l'impianto che regolava le antiche narrazioni e quale forza psicologica ne avessero i personaggi.
L'editore moderno di saghe islandesi le cui versioni sono prese come standard e alle cui versioni tutti si attengono è l'Íslenzk Fornrít.